# Беро, Жан
Жан Беро́ (фр. Jean Béraud; 31 декабря 1848 (12 января 1849), Санкт-Петербург — 4 октября 1935, Париж) — французский салонный живописец, приобретший известность многочисленными жанровыми работами, изображавшими жизнь Парижа (в том числе ночного) и парижского светского общества, и картинами на евангельские сюжеты в современной обстановке.

## Биография
Жан Беро и его сестра-близнец Мелани появились на свет в Петербурге. По юлианскому календарю, принятому в Российской империи, это произошло в последний день 1848 года; по григорианскому же, действовавшему на родине его семьи, во Франции — 12 января 1849 года. Кроме Мелани, у Жана было ещё две сестры, Адриенна и Эстелль. Их отец, которого тоже звали Жан Беро, был скульптором, которого, как полагают, пригласили участвовать в постройке и оформлении Исаакиевского собора. В 1853 году Жан Беро-старший умер, и его вдова с четырьмя детьми вернулась в Париж.
В Париже Жан Беро учился в лицее Бонапарта (ныне Лицей Кондорсе), после чего хотел углубиться в юриспруденцию, чтобы стать адвокатом. Однако после Франко-прусской войны он переменил свои намерения, и решил получить художественное образование. С 1871 года на протяжении двух лет Беро учился в Школе изящных искусств (фр. École Beaux-Arts), где посещал рисовальные классы известного портретиста Леона Бонна́ (фр. Léon Bonnat, 1833—1922). Позже, с 1882 года, в мастерской Леона Бонна́ учился и другой известный французский импрессионист — Анри де Тулуз-Лотрек.
В 1887 году Жан Беро становится рыцарем, и в 1894 году — офицером ордена Почётного легиона.
В 1889 году награждён золотой медалью Общества французских художников, и в том же году золотой медалью Всемирной выставки в Париже.
Беро был старшим по возрасту другом для писателя Марселя Пруста (1871—1922). В феврале 1897 года Пруст пригласил Беро секундантом на свою дуэль с поэтом, романистом и критиком Жаном Лорреном, которая состоялась в Мёдоне — юго-западном пригороде Парижа. Их дружба продолжалась много лет: Беро послужил одним из прототипов Эльстира в цикле романов Пруста «В поисках утраченного времени» (1913—1927), а в 1920 году художник подарил писателю свой крест Почётного легиона. В числе тех, с кем Беро дружил с молодости, называется также имя парижского актёра Коклена-старшего (1841—1909).
К концу XIX века Беро всё меньше отдаёт времени собственной живописи, активно участвуя в многочисленных выставочных комитетах и жюри, в организации выставок Общества изящных искусств, вице-президентом и сооснователем которого он был.
Жан Беро никогда не сочетался браком и не имел детей. Похоронен на кладбище Монмартр рядом с матерью, урождённой Ж.-Е. Жакен (фр. Geneviève Eugénie Jacquin, умерла в 1886 году), и сестрой-двойняшкой Мелани (умерла в 1927 году).

## Творчество

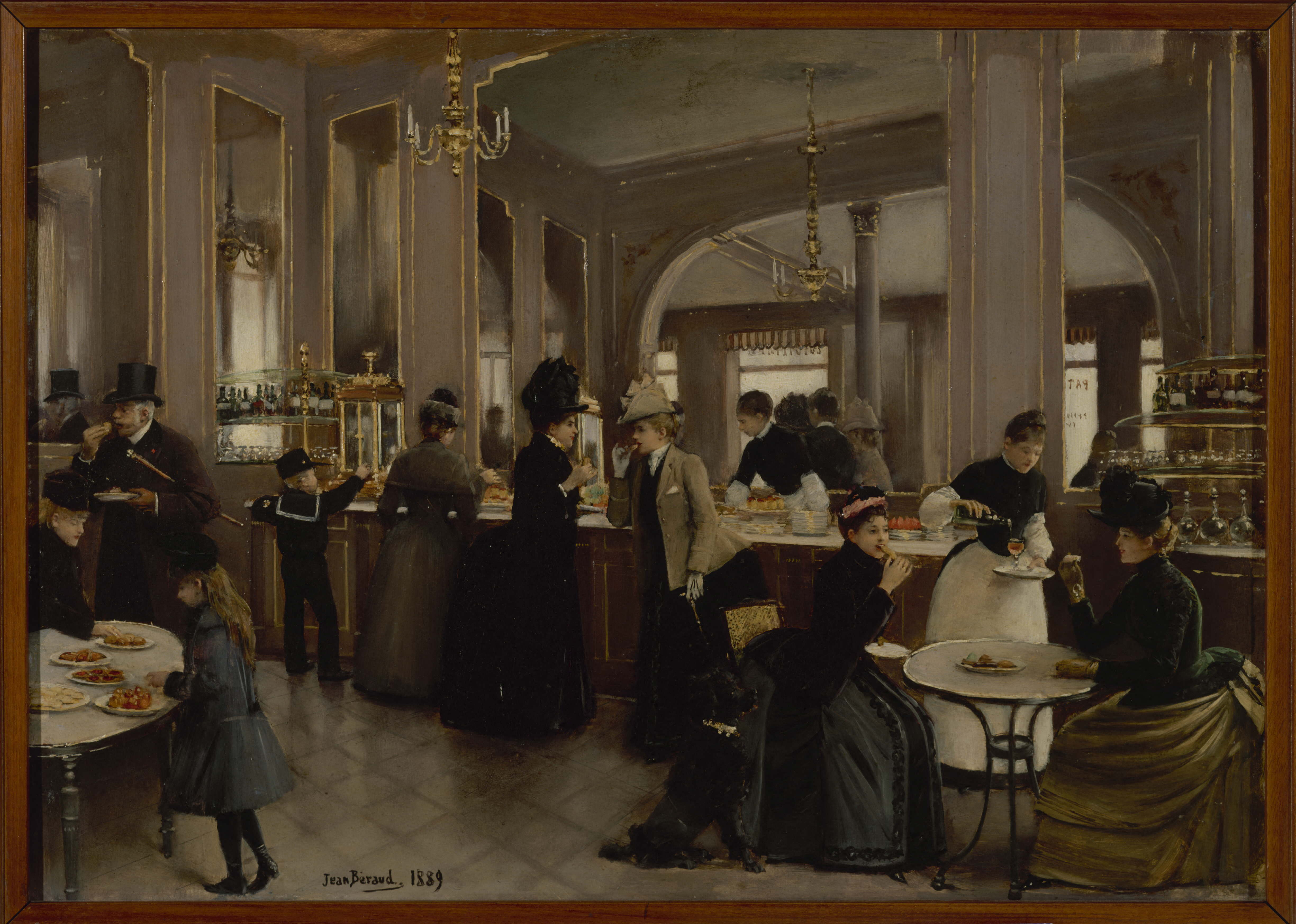
Кондитерская Gloppe на Елисейских Полях (1889)

Закончив учёбу в Школе изящных искусств, Беро открыл собственную мастерскую в квартале художников на Монмартре. С 1873 (по др. данным, 1872) по 1889 год он регулярно выставлялся в Парижском салоне. Будучи учеником Бонна, Беро начинает свою карьеру художника как портретист. Образ Леды (1875) принадлежит мифологической тематике, но в 1876 художник совершает прорыв в другой области. Признание ему принесла картина «Возвращение с похорон» («фр. Le Retour de l’enterrement»), выставленная в салоне в 1876 году. На холсте изображена группа людей, объятых общей печалью после погребения. Один из мужчин прикуривает сигару, другие углубились в беседу. Эта уличная сценка положила начало серии многочисленных работ с похожими мотивами.
Изображения Елисейских Полей, кафе, Монмартра и берегов Сены являются точно детализированными иллюстрациями парижских будней времён Belle Époque — «Прекрасной эпохи». Примером этому может служить картина 1889 года «Кондитерская Gloppe». Постепенно стиль живописи Беро сдвигается от академического в сторону импрессионизма. Однако, в то время как крупнейшие импрессионисты бежали от сумбурного Парижа и рисовали ландшафты его окрестностей, Беро — как и его друг Эдуард Мане (1832—1883), и, в некоторых своих образцах, Эдгар Дега (1834—1917), обращался к мотивам именно городской жизни. Художественные приёмы, использованные Беро, в частности, при рисовании так называемых кафе-шантанов, впоследствии стали классическими. Верхнюю часть картины Беро скрывал лёгкой дымкой, музыкантов и зрителей ставил на передний план, а исполнителей — на задний, контрастно выделяя их на более тёмном фоне.

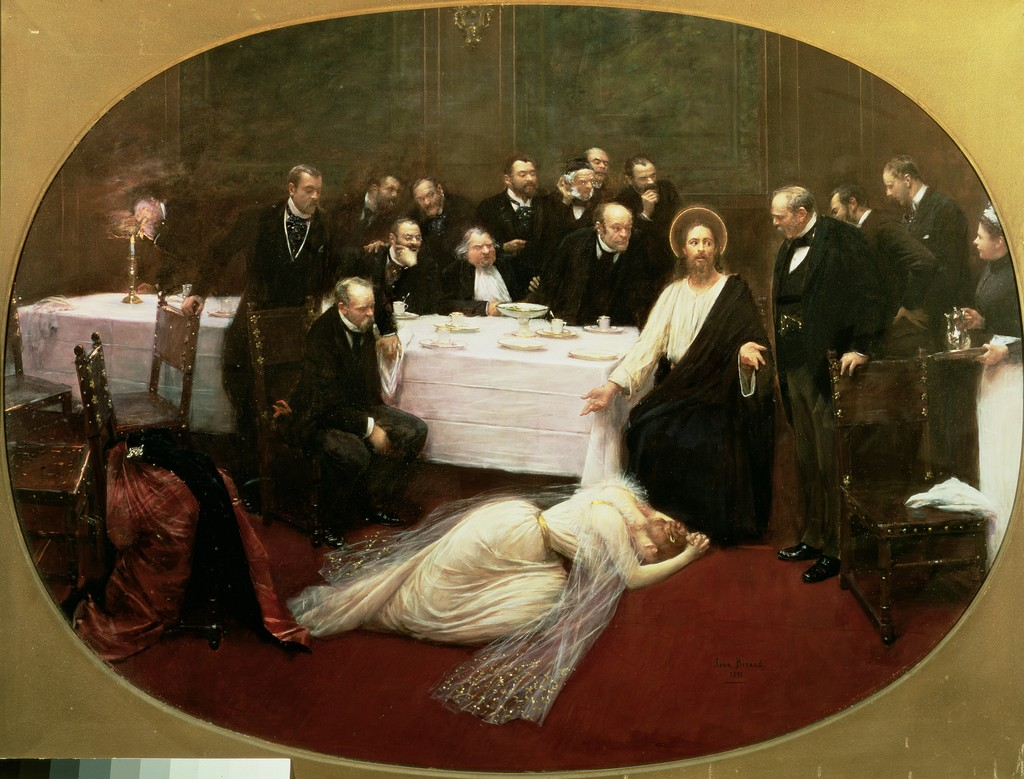
Магдалина в доме Симона фарисея (1891)
Музей Орсе, Париж

В 1890 году Беро впервые обращается к религиозной тематике. Картины этого ряда напоминают нидерландскую живопись XVII века. На Парижском салоне 1891 года Беро выставил свою «Магдалину в доме фарисеев». Классические библейские сцены, персонажи которых одеты в современное платье, вызывали в то время скандальную критику. Среди лиц, окруживших Спасителя, современники узнавали Ж.-Э. Ренана — автора не менее скандальной в те годы монографии «Жизнь Иисуса», а для Магдалины позировала куртизанка Лиана де Пужи.
В 1885 году Беро принял участие в создании Общества пастелистов (фр. Société Pastellistes, впоследствии его президентом был избран Анри Жерве). Общество пастелистов выставило произведения своих художников в отдельном павильоне Всемирной выставки 1889 года, и здесь работы Беро были отмечены золотой медалью. С 1890 по 1929 год Беро выставлялся в салоне Национального общества изящных искусств (фр. Salon de la Société Nationale), который он основал вместе с Огюстом Роденом, Ж.-Л.-Э.Месонье и П. С. Пюви де Шаванном. Посмертную выставку его работ провёл в 1936 году парижский музей Карнавале.

### Беро в ряду салонных живописцев

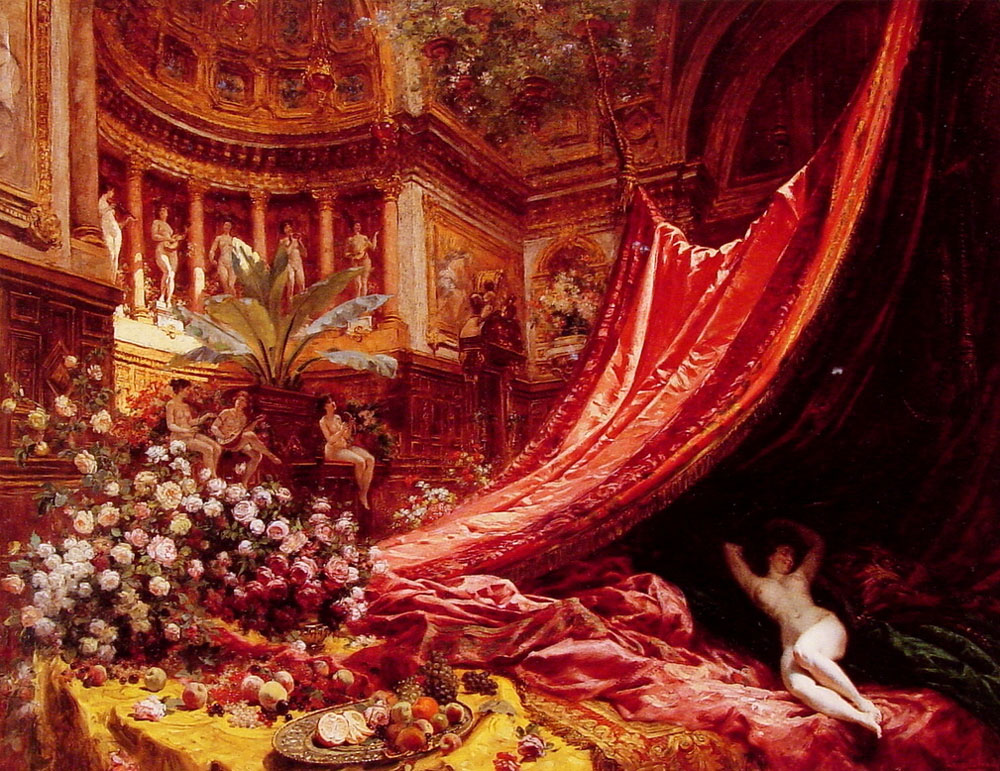
Симфония красного и золота (1895).
Частное собрание

Беро относился к числу так называемых салонных живописцев. В основе салонной живописи лежала академическая манера: «совершенство рисунка, изящество линий, тонкая проработка цвета, тщательная детализация, „возвышенный“ и понятный сюжет, а главное — рационалистически выверенная система правил, предписывающая подход к изображению того или иного объекта». От живописца требовалась эффектная композиция и виртуозность, а также стремление отражать некий идеал.
Характеризуя направление, которому принадлежит творчество Беро, В. Калмыкова и В. Тёмкин пишут в «Энциклопедии современной живописи»: «Мастера не столько выражали себя, сколько создавали образ красоты, который удовлетворял хорошему вкусу их современников; увы, порой „хороший вкус“ понимался как нечто раз навсегда данное и не развивающееся, неизменное. Оттого многие картины выглядят искусственными, застывшими, надуманными, порой слащавыми — и техническое мастерство их не спасает».
Название «салонное искусство» возникло потому, что члены жюри официальных живописных выставок Парижа, от которых зависел отбор произведений, выставляемых на обзор широкой публики, поддерживали академистов и «неоклассиков», выставлявшихся в «Квадратном салоне». Впоследствии оно распространилось далеко за пределы этого круга живописцев. Среди художников этого направления — Амори-Дюваль, Глейр, Шопен, Кутюр, Кабанель, Бугро, Делоне, Доре, Лефевр, Каролюс-Дюрана, Перро, Ленуар, Синьяк, Годвард, Блаас, Больдини, Беро, Жерве, Тиссо.

## Критика Беро
Во Франции Беро пользовался популярностью, в частности, Ги де Мопассан называл его «очаровательнейшим выдумщиком» (фр. le plus charmant des fantaisistes). Однако его творчество совершенно игнорировалось искусствоведами того периода. Русские художники воспринимали работы Беро с иронией, если не сарказмом, видя в них воплощение лубочности, неискренности и очевидную коммерческую направленность, потакающую, по их мнению, низким мещанским вкусам. Так или иначе, ни Пушкинский музей, ни Эрмитаж, — две крупнейшие в России коллекции французской живописи рубежа XIX—XX веков — не числятся в мировых реестрах держателей работ Беро. Также нет и посвящённых ему статей ни в энциклопедии Брокгауза и Ефрона, ни в Большой Советской энциклопедии.

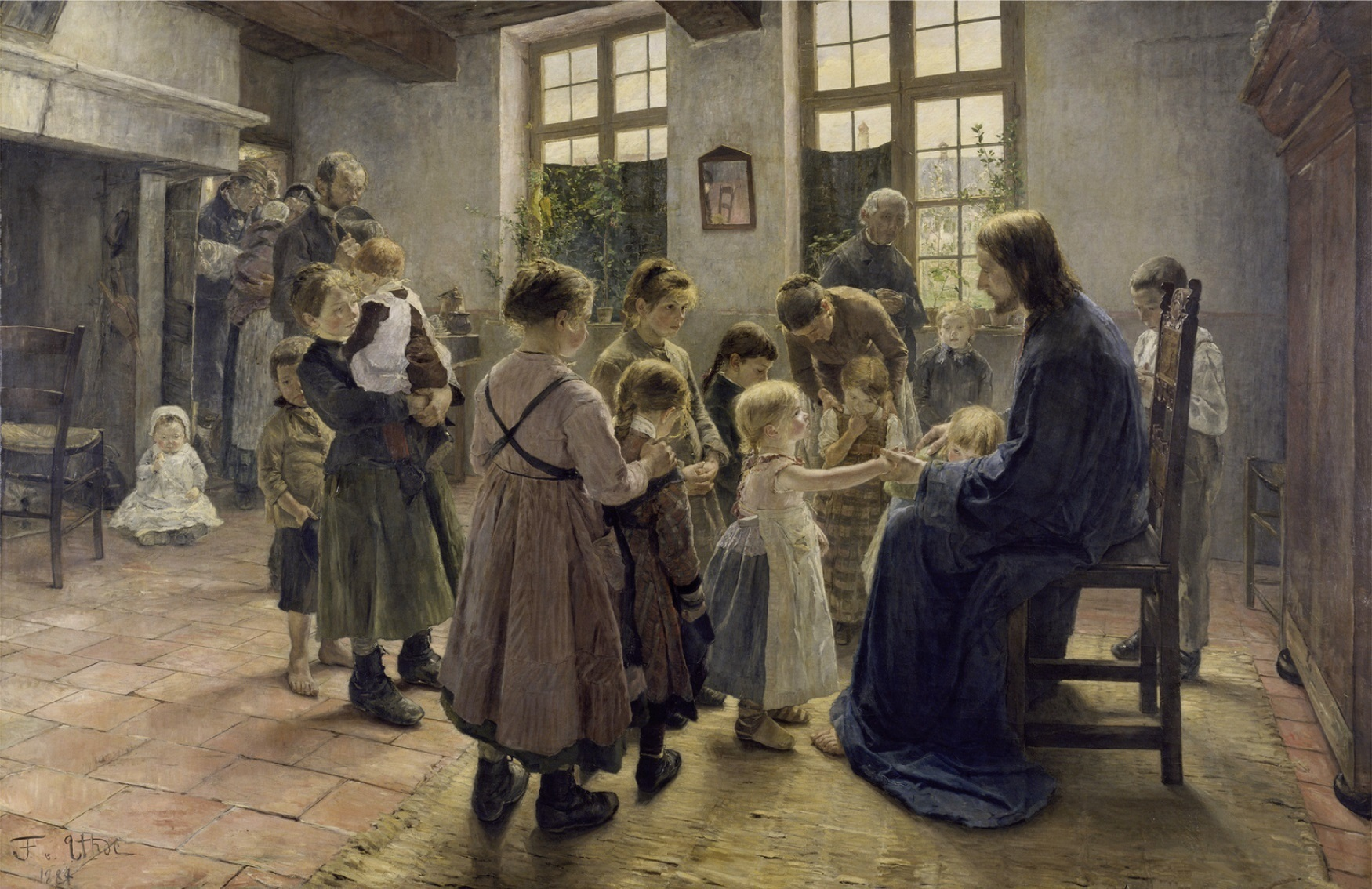
Фриц Уде. «Пустите детей приходить ко Мне» (Lasset die Kindlein, ср. Мк.:10,14). 1883

Ещё до посещения музея живший в Париже пенсионером Академии художеств Илья Ефимович Репин уже был наслышан: «гвоздём выставки Марсова поля, если уже необходим гвоздь по парижским нравам, считаются две вещи: Дорога креста — Голгофа, куда несёт свой крест Христос, сопровождаемый современными нам людьми, Ж.Беро; другая — „Всё умерло“» (точное название картины бельгийца Л.Фредерика: «Тризна похорон», фр. Le Repas de funérailles). Беро — почти что ровесник Репина, и русский художник внимательно рассматривает и технику, и сюжетную подачу своего французского коллеги. В своих мемуарах «Далёкое близкое» он вспоминает картину, выставленную Беро на той выставке: Иисус Христос в окружении людей из века XIX-го. «…публика разделена на два лагеря. С левой стороны буржуа всяких состояний выражают Христу свою ненависть жестами, криками и поднятием камней на великого страдальца. Справа, напротив, — коленопреклонённые, со сложенными благоговейно, по-католически руками, ждут его благословения». Этот сюжетный приём не вызывает восторга у русского художника: Беро в этой подаче материала не пионер, и Репин напоминает, что мода на рисование Христа в обществе и обстановке современного художнику XIX века пошла «с лёгкой руки немецкого художника Уде», да и сам «Ж.Беро уже не первый раз сводит Христа в обстановку нашего времени». Репин сетует:

Готовые под венец жених с невестой, израненный солдат, удручённый бедняк составляют совсем особую сцену в картинке г. Беро, — надо сказать, картинке лубочной, тенденциозной и совсем не художественной.

Резюмируя, что не видит в творчестве Беро искренности и таланта, Репин критикует остальные картины этого художника, показывая как «ловкий расчёт на массу делает своё дело»:

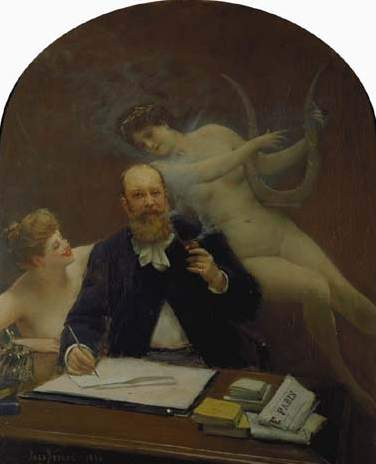
Арман Сильвестр (1894).
Музей августинцев, Тулуза

Рядом стоит его картинка совсем другого пошиба: перед лежащим на пригорке молодым человеком в шляпе и пиджаке, курящим беззаботно папироску, дефилируют прямо по воздуху, даже без облаков, современные девы разных характеров и положений: аристократка с лорнетом, гризетка с улыбкой, канканёрша с закинутой на небо ногой и так далее, до простых разносчиц и служанок. Все эти девицы в современных костюмах. А если это не по вкусу иному зрителю, то рядом стоит маленький портретец старичка писателя (Арманд Сильвестр), курящего и осенённого по плечам двумя голенькими музами. Эта картинка написана особенно старательно. Есть и ещё три портрета, уже без всяких претензий и такой же маленькой величины.

В примечаниях к воспоминаниям Репина К. И. Чуковский уточняет: «портретец старичка писателя» (Армана Сильвестра) — это картина Беро «Искушение св. Антония», о которой М. М. Антокольский в статье «Правда и ложь в искусстве» писал, что св. Антоний — «просто современный портрет известной парижской личности, человека средних лет, толстого, сладострастного, который сидит за письменным столом, пишет и курит, а на плечах у него поместились две соблазнительницы — бульварные феи, ехсusez-moi — совсем без костюмов…»

## Галерея работ

### В экспозициях музеев мира
Во Франции Жан Беро представлен в парижских музеях Орсе и Карнавале, в тулузском музее Августинцев, в музее изящных искусств в Ницце, в Иль-де-Франс и нескольких других. В Англии — одна работа в лондонской Национальной галерее. В Бельгии — одна картина в музее изящных искусств (нидерл. Museum voor Schone Kunsten) города Гента. В США — одна работа в нью-йоркском музее Метрополитен и одна — в музее искусств Уолтерса в Мериленде.

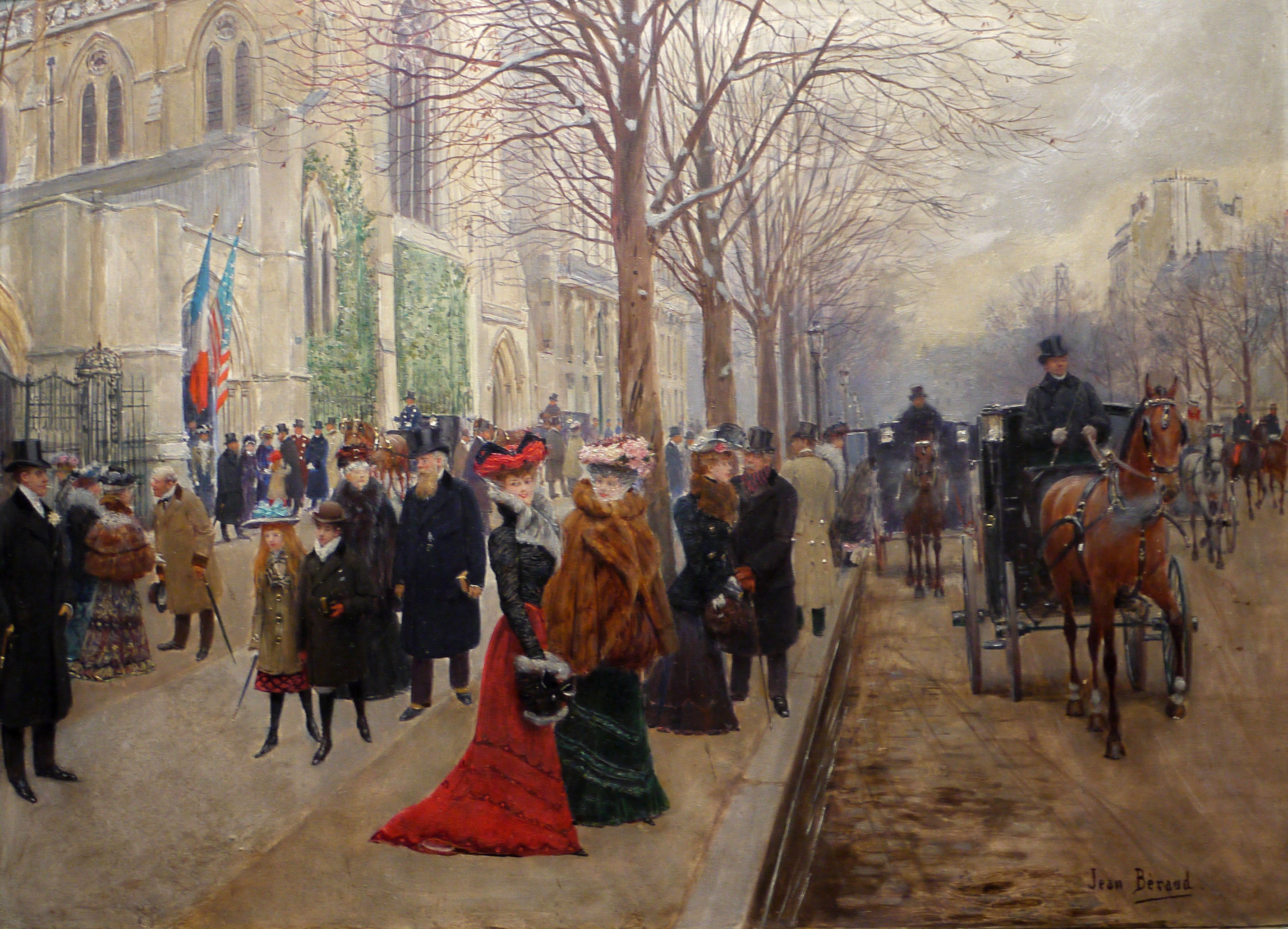
У церкви Святой Троицы (до 1900). Музей Карнавале, Париж
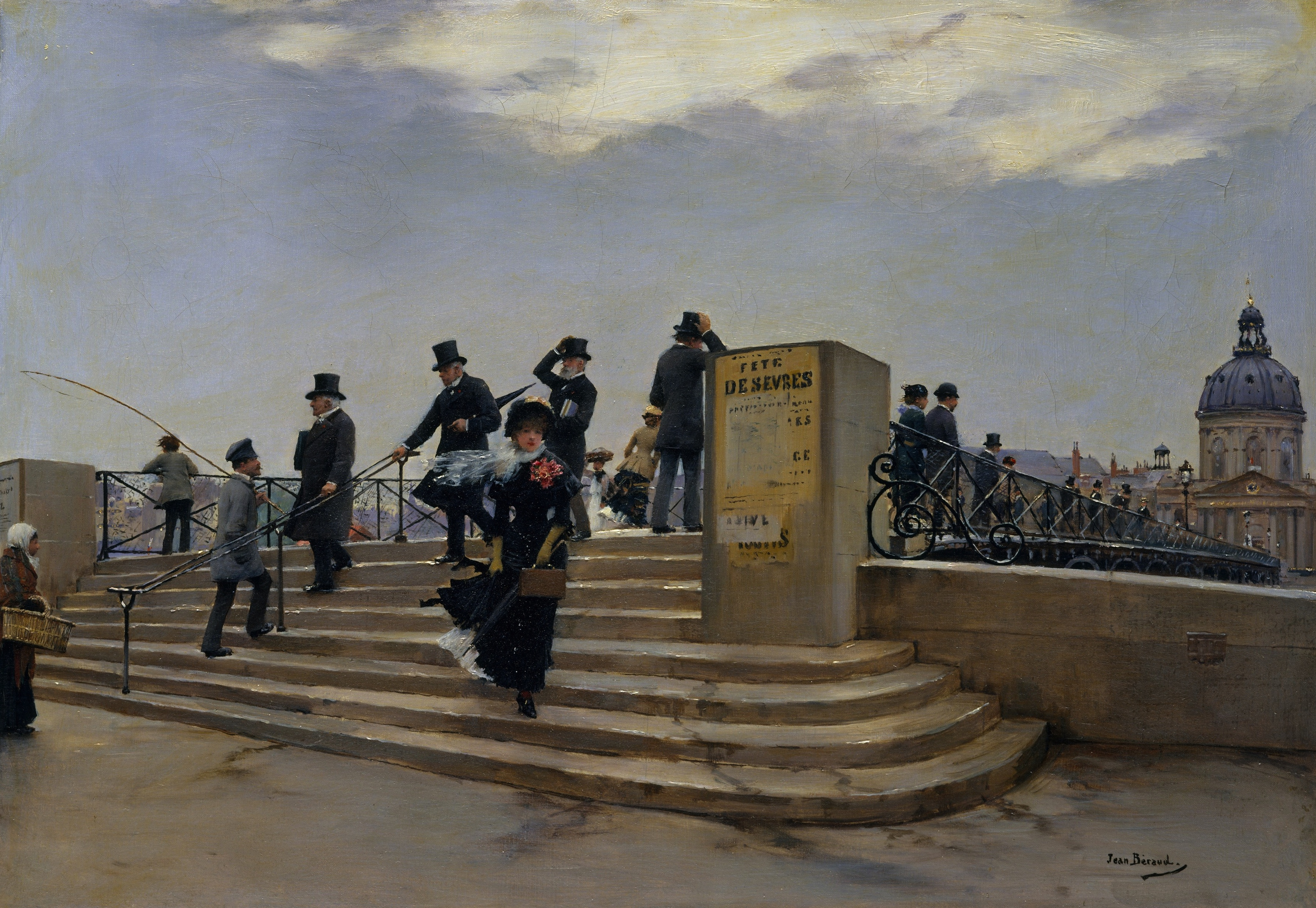
Ветреный день на Мосту Искусств (1880–1881). Музей Метрополитен, Нью-Йорк
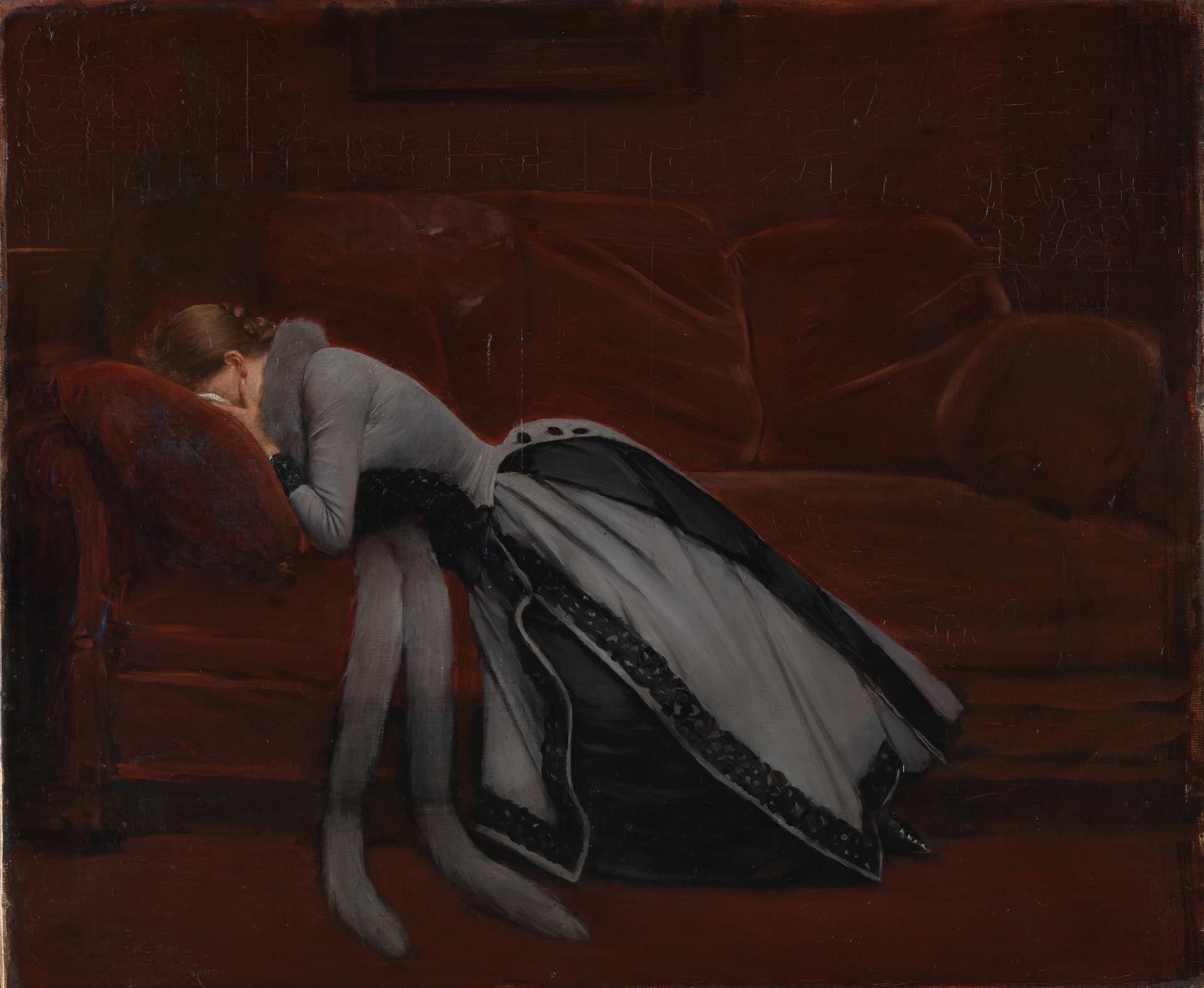
После ошибки (1885-90). Национальная галерея, Лондон
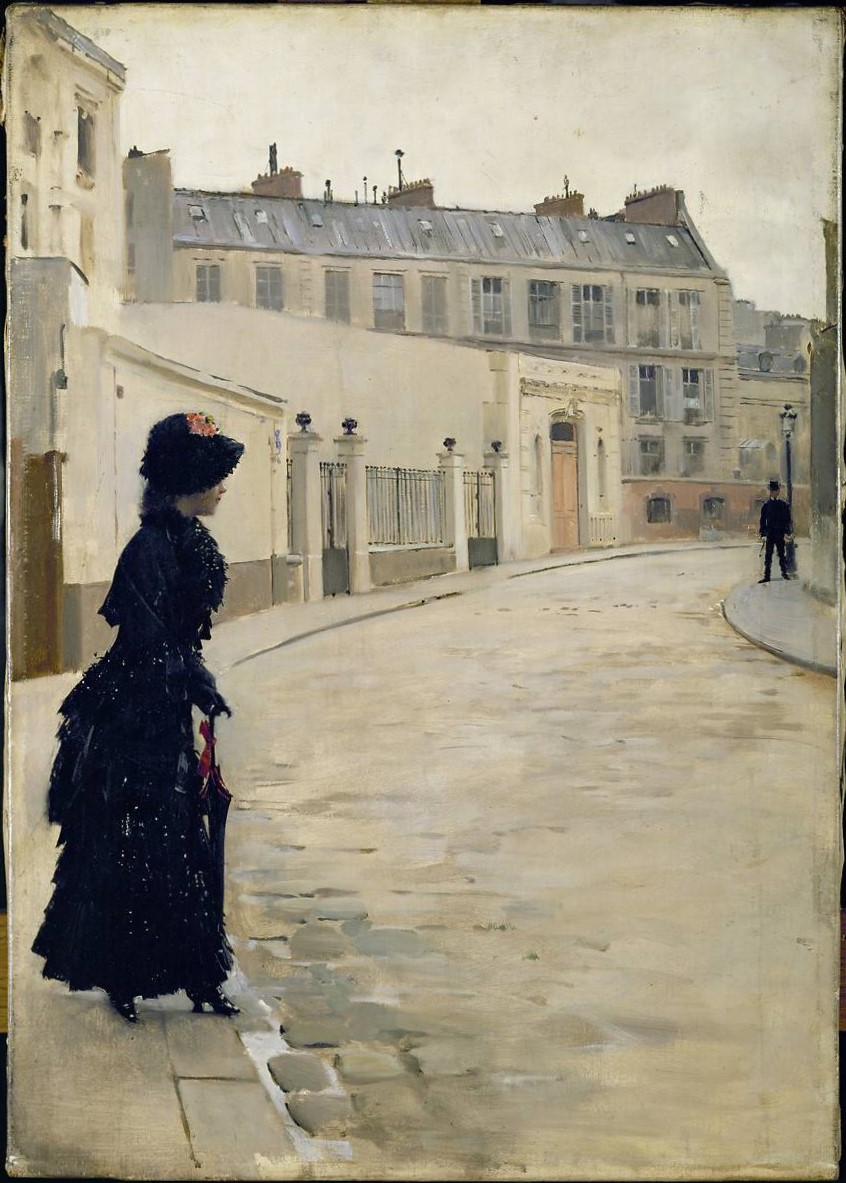
Ожидание. Музей Орсе, Париж

Все нижеприведённые картины Жана Беро, если иного не указано, находятся в частных собраниях:

### Улицы Парижа…

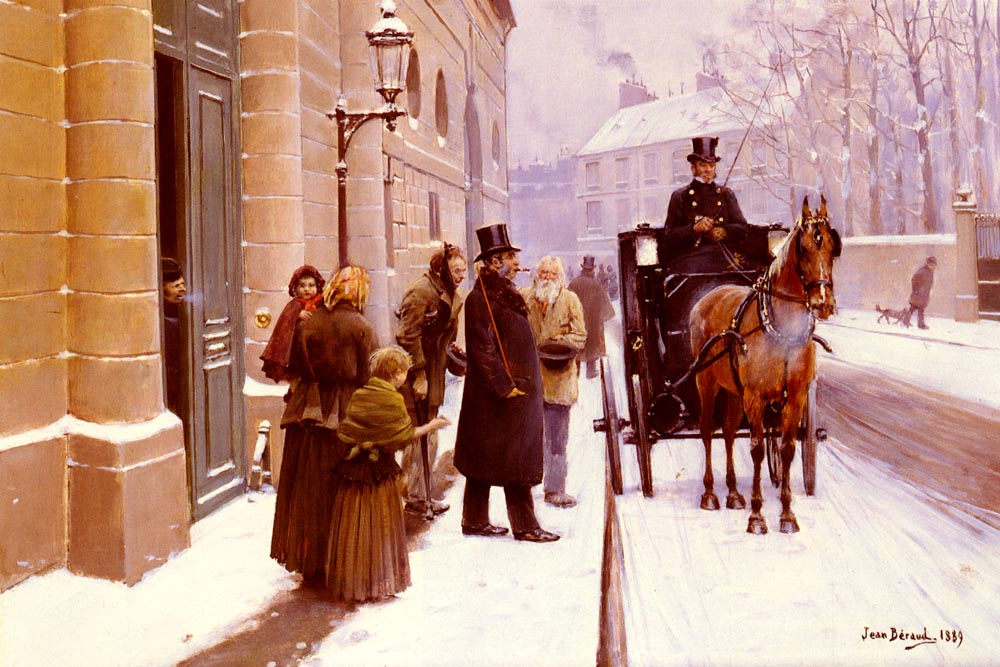
Выезд буржуа (1889)
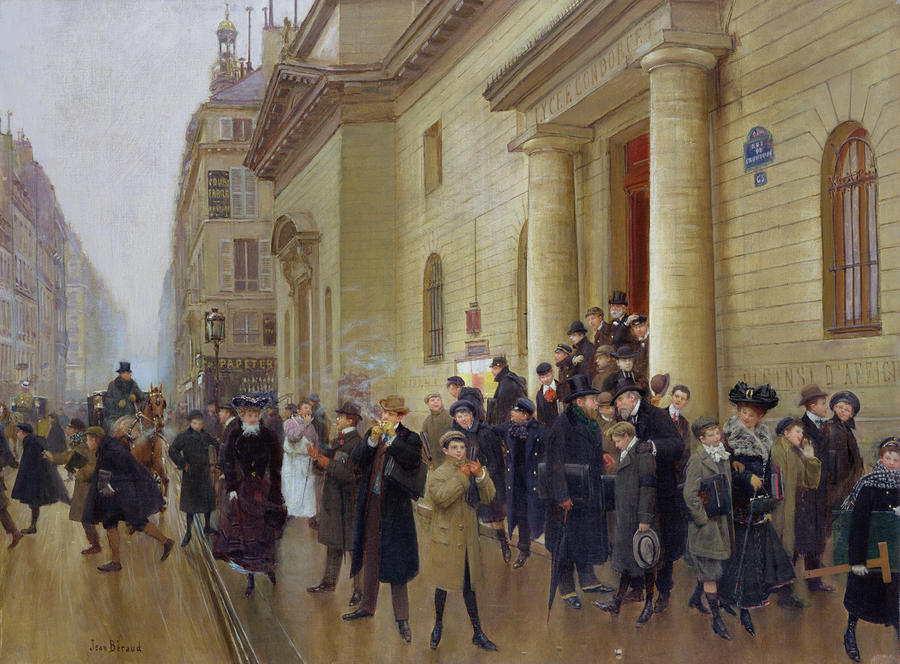
Выход из Лицея Кондорсе
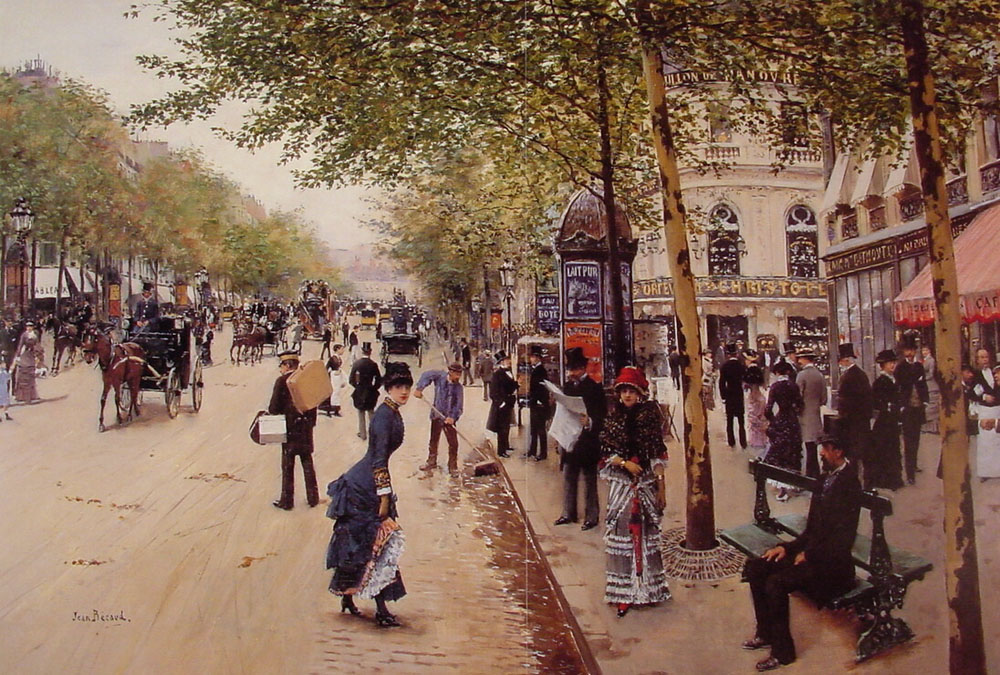
Бульвар Капуцинок
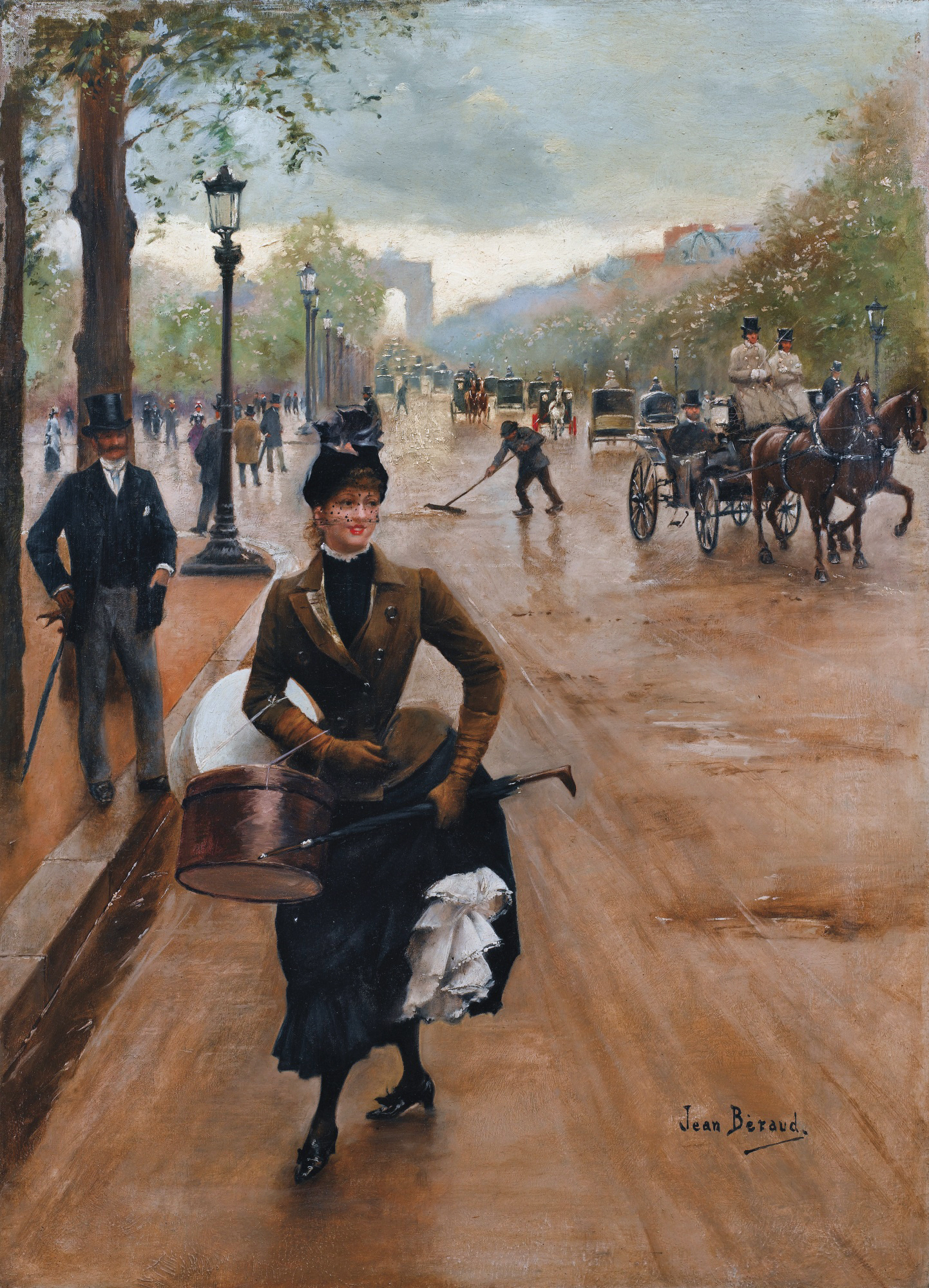
Модистка на Елисейских Полях

### …его кафе…

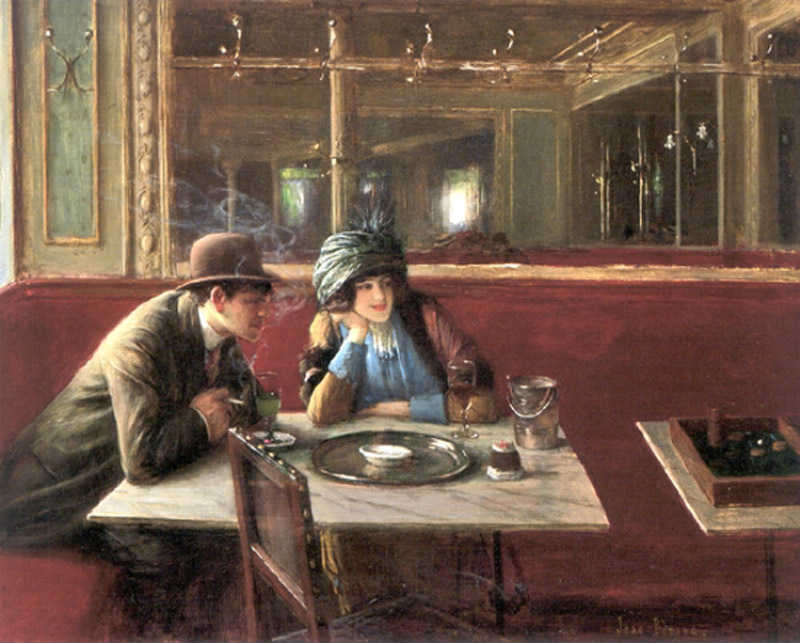
В кафе
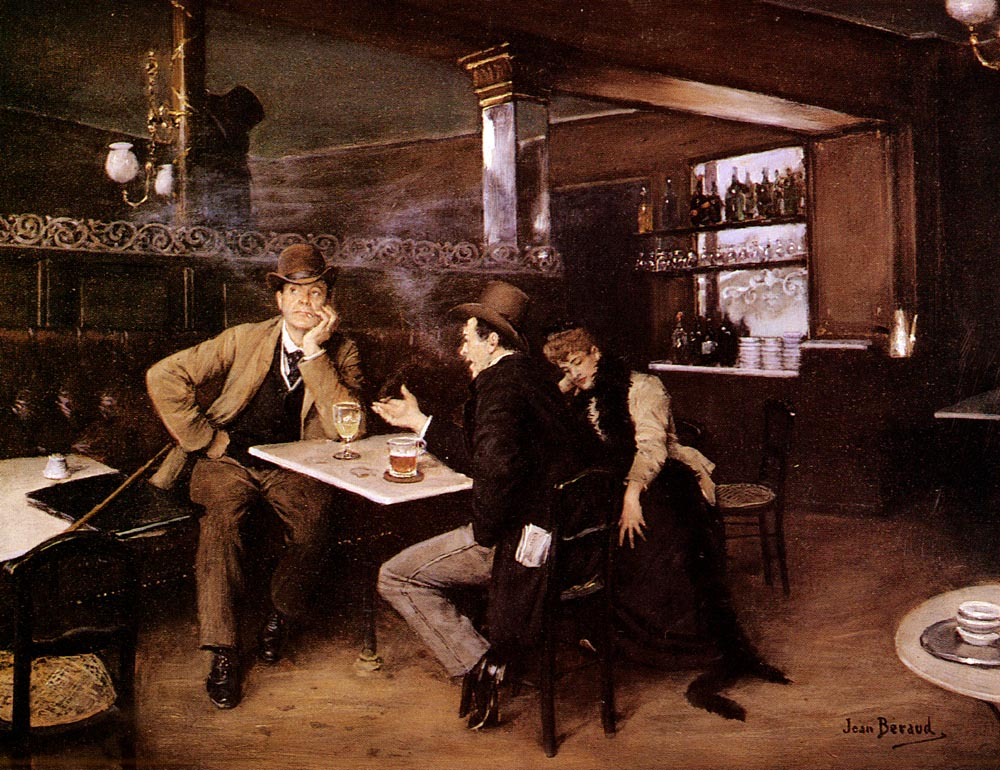
В бистро
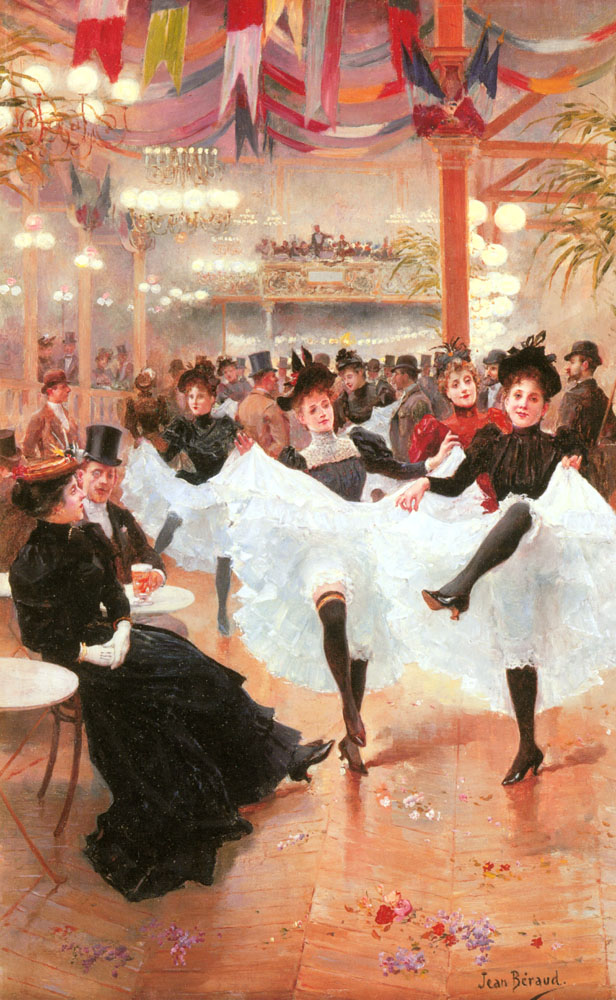
Парижское кафе
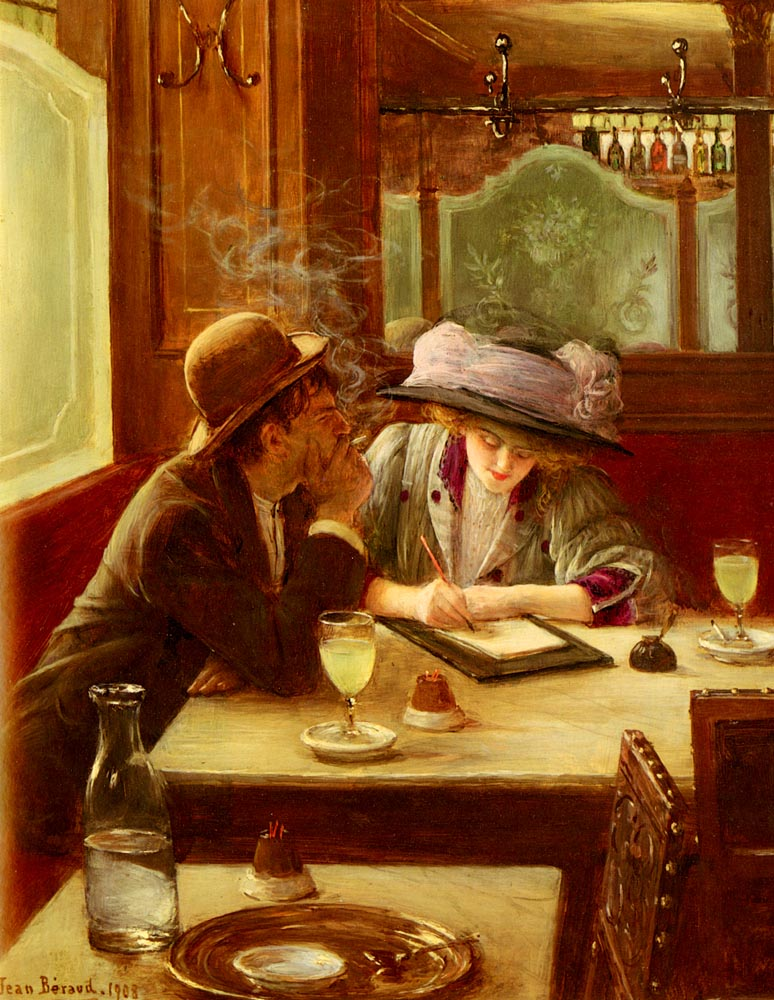
Письмо (1908)

### …и театры

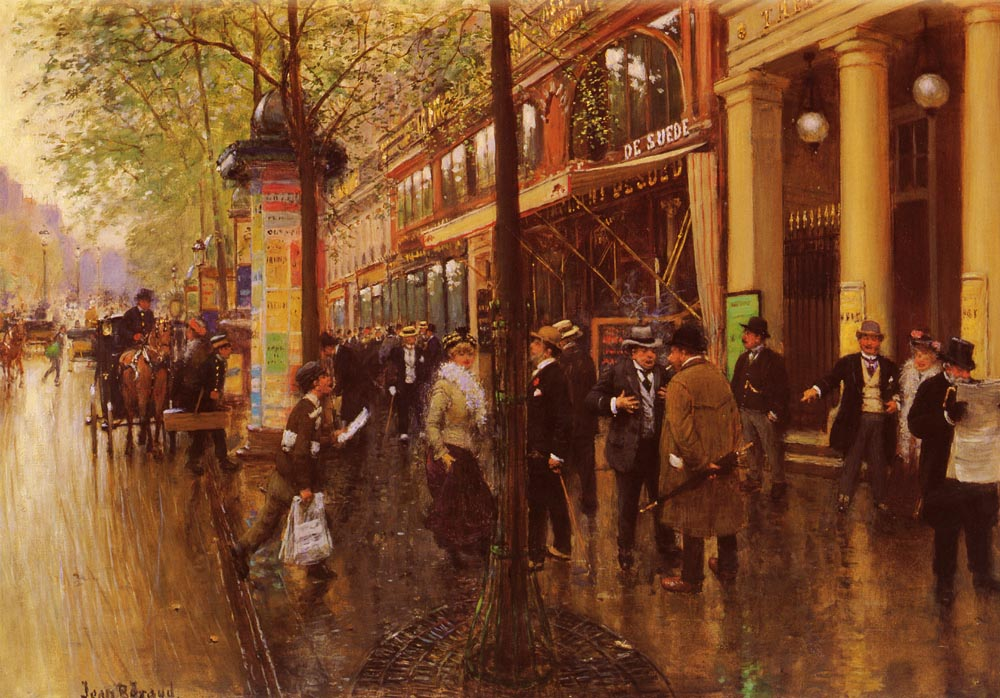
У входа в театр Варьете
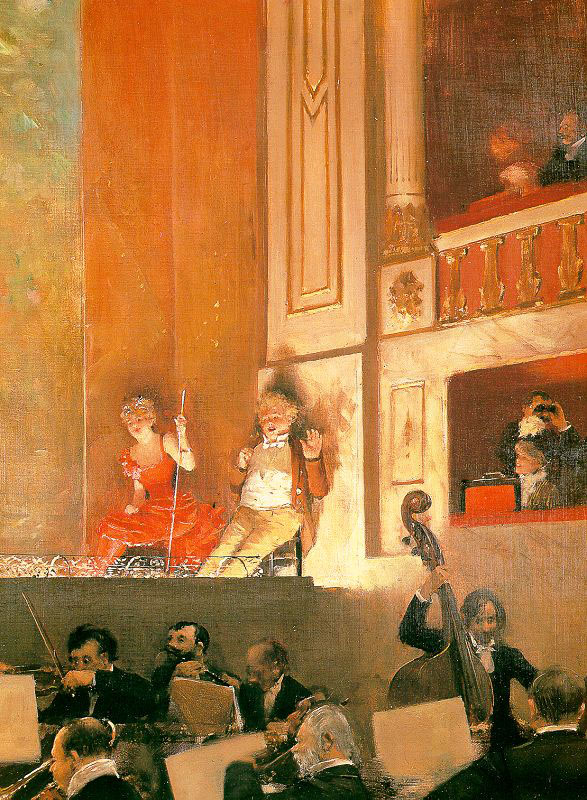
Сценка в театре Варьете (1888). Музей декоративного искусства (Париж)
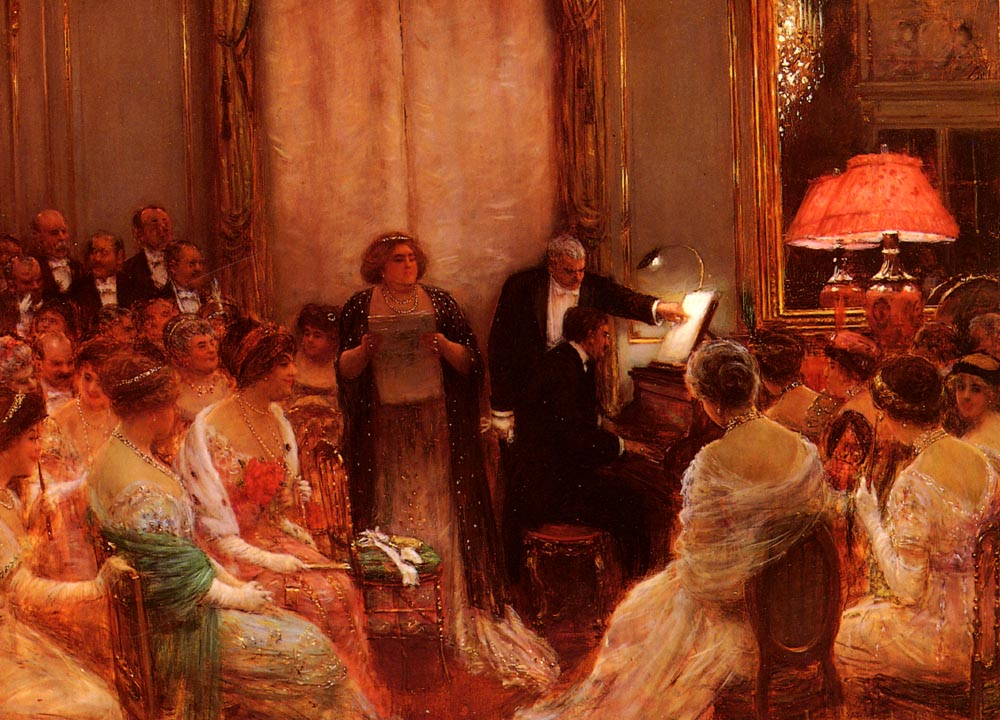
Персонажи
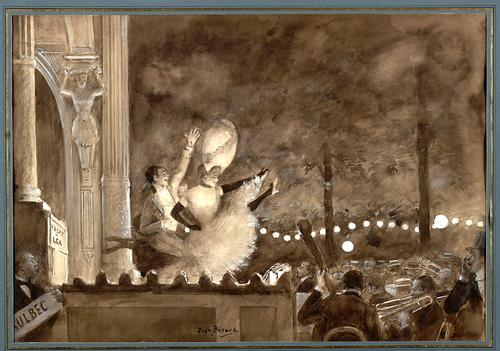
Валми и Леа (1885–1895)

### Портреты

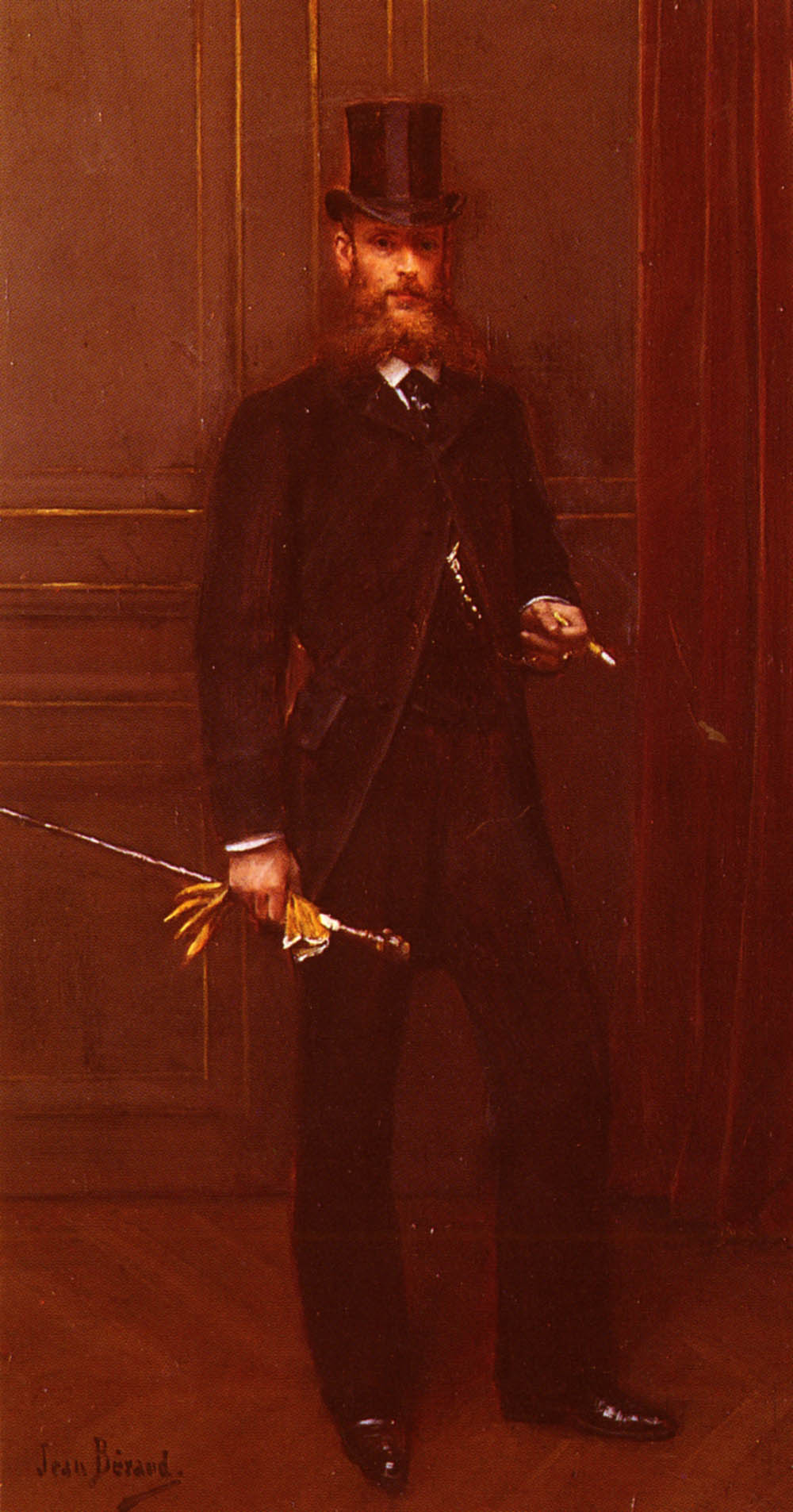
Портрет элегантного мужчины
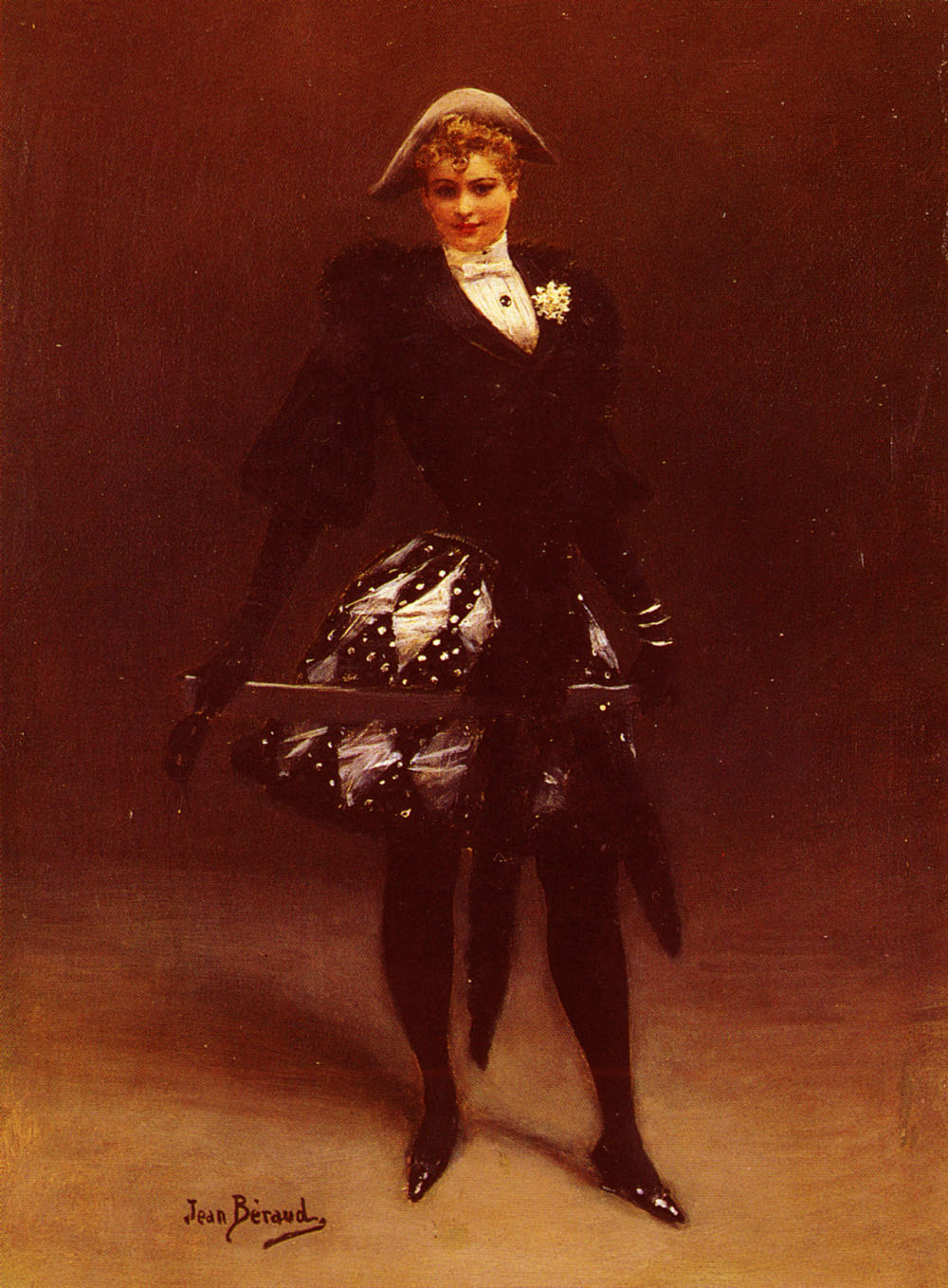
Пьеретта
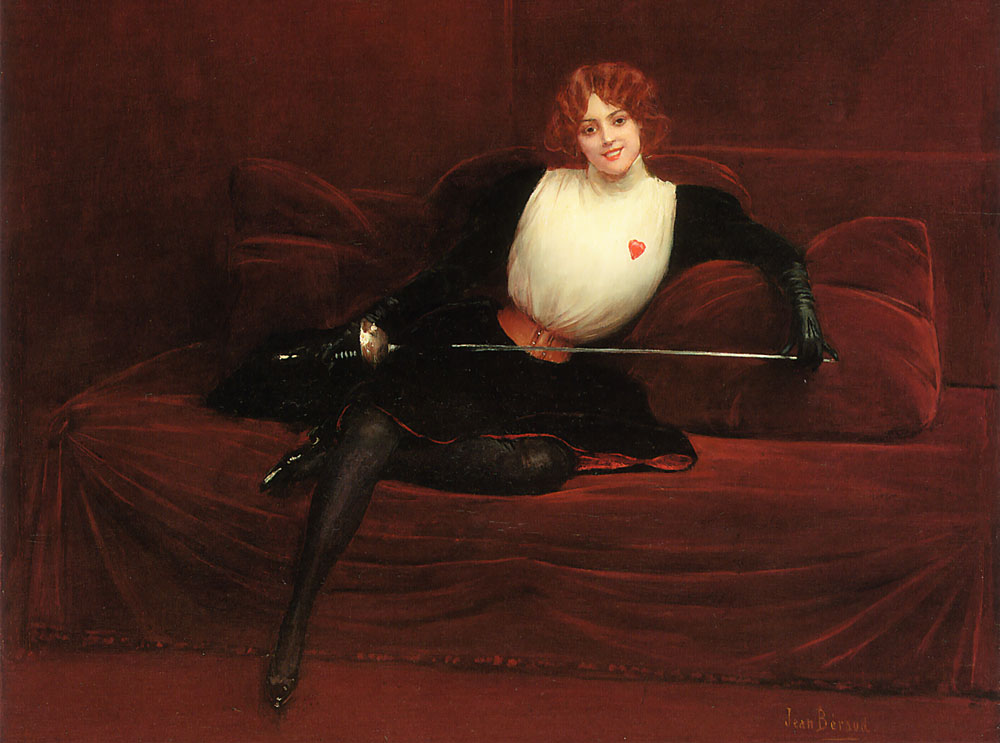
Оруженосица
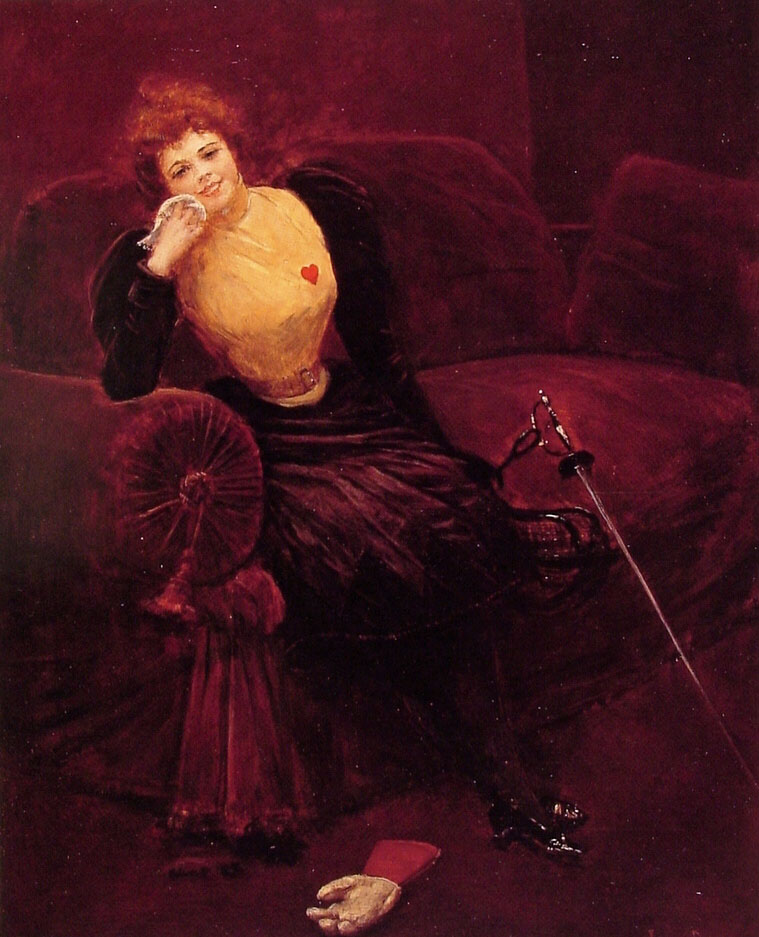
Оруженосица (вариант)

### Сцены парижской жизни

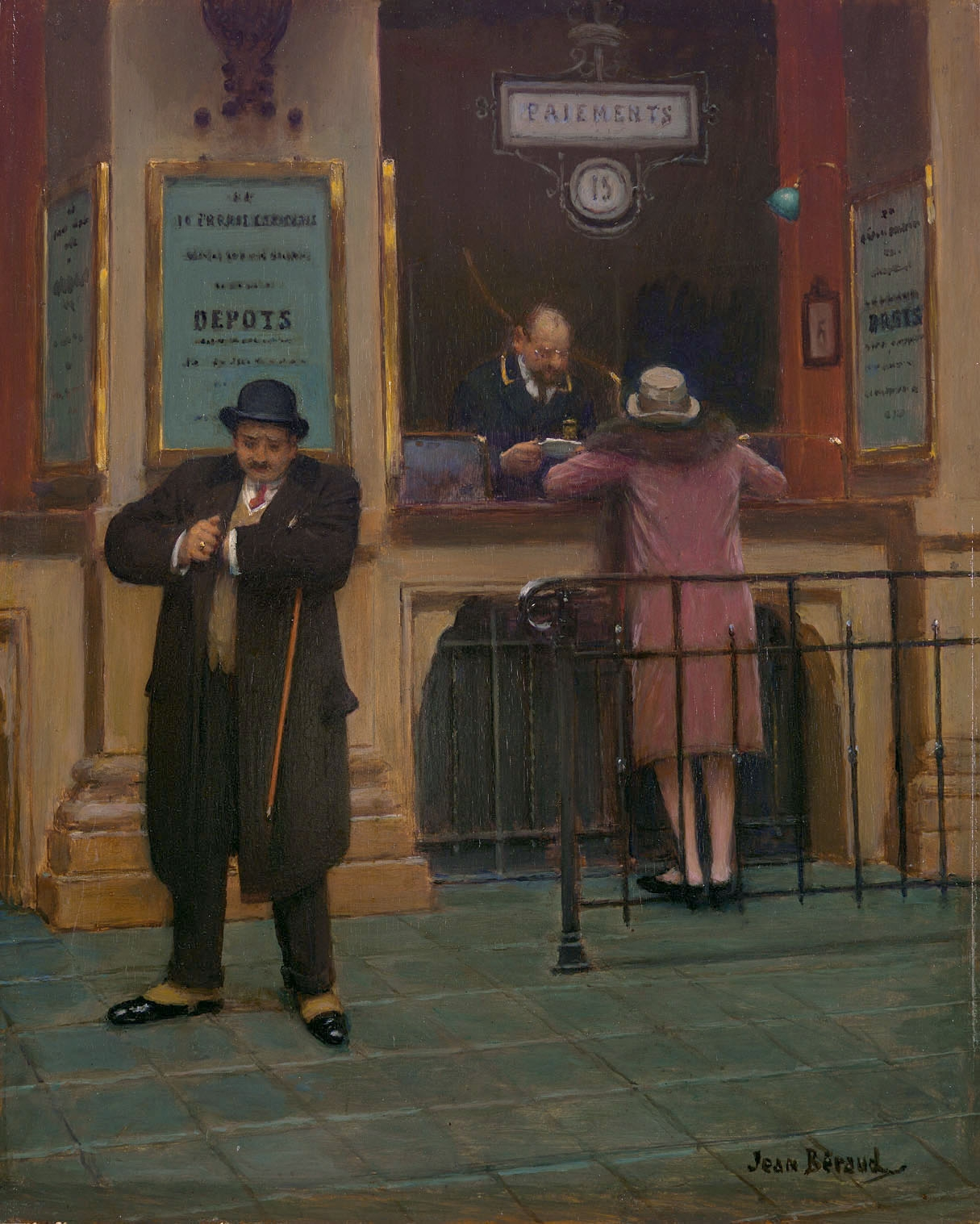
Ломбард
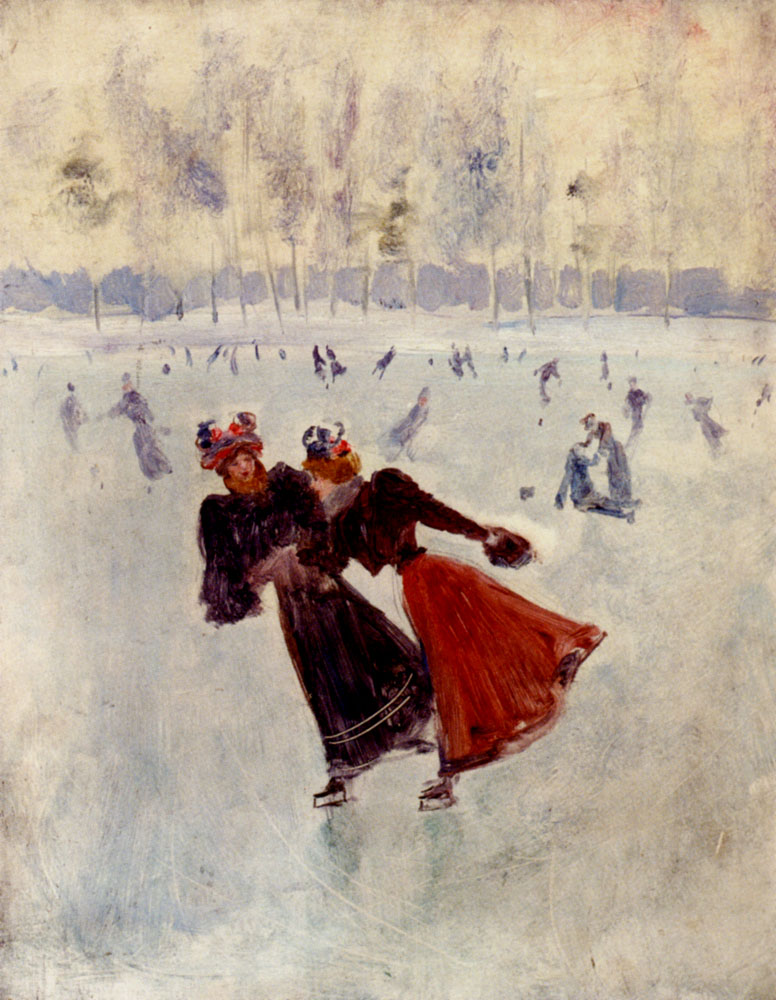
Женщины, катающиеся на коньках
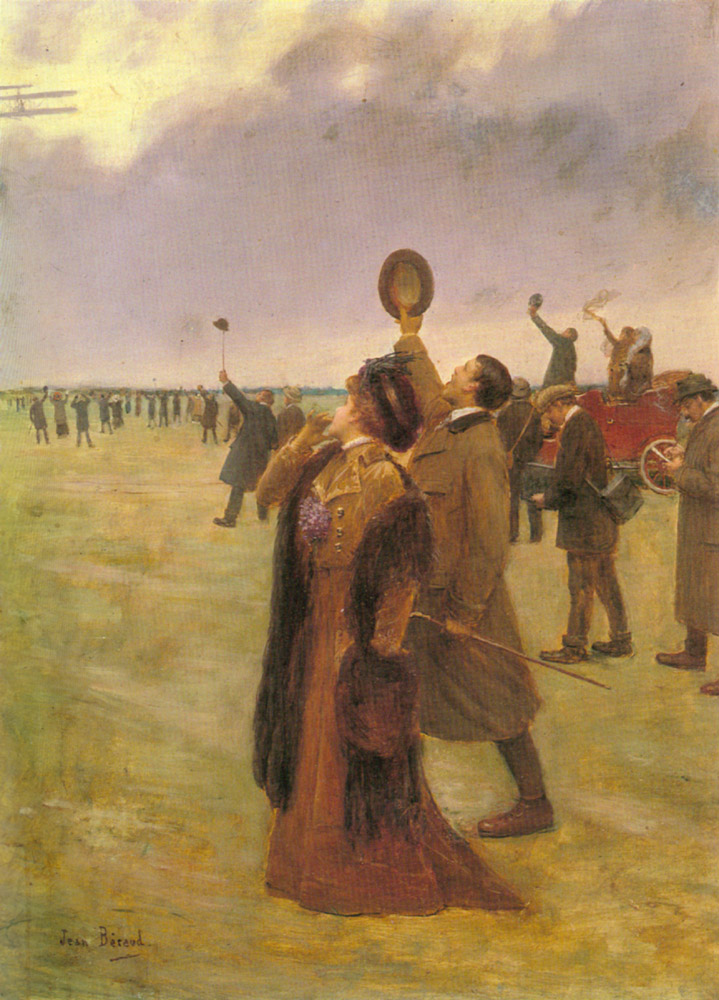
Полёт биплана братьев Райт

## Интернет-ресурсы
- Artist Information for Jean Béraud (англ.). Art Renewal Center Museum™. Дата обращения: 19 июня 2010. Архивировано 29 января 2012 года.
- Jean Béraud Masterscans (англ.). Artcyclopedia. Дата обращения: 19 июня 2010. Архивировано 29 января 2012 года.
- Архив CGFA
- The Athenaeum
- Jean Béraud. École française (фр.). Musée du Louvre. Inventaire du Département des Arts graphiques. Дата обращения: 19 июня 2010. Архивировано 29 января 2012 года.
- Jean Béraud (англ.). Musée d’Orsay: Collections catalogue. Дата обращения: 19 июня 2010. Архивировано 29 января 2012 года.
- Jean Beraud at Musée des Augustins, Toulouse, France (недоступная ссылка)
- Jean Beraud in Réunion des Musées Nationaux, France
- Jean Béraud (фр.). Les collections du Musée des Beaux-Arts de Nice. Дата обращения: 19 июня 2010. Архивировано 29 января 2012 года.
- Jean Beraud at the National Gallery, London, UK
- Jean Béraud (нидерл.). Vlaamse Kunstcollectie. Museum voor Schone Kunsten Gent. Дата обращения: 19 июня 2010. Архивировано 29 января 2012 года.
- Jean Beraud at the Metropolitan Museum of Art, New York City
- Jean Beraud at the The Walters Art Museum, Maryland, USA (недоступная ссылка)